# Le Lys (émission de télévision)
Pour les articles homonymes, voir Lys.
Le Lys est une émission de télévision culturelle de Paule de Beaumont, réalisée par Jean-Paul Roux et diffusée le 19 mai 1973 sur la troisième chaîne couleur de l'ORTF.

## Histoire
Hargon, roi d'Assyrie, arborait déjà un lys sur son casque. Le Lys, apprécié pour sa beauté, devint bientôt symbole de la pureté, de justice, de royauté. On le retrouve partout, de la mythologie à l'astrologie, en passant par l'art.

## Participants
- Germain Bazin, ancien conservateur du musée du Louvre, évoque le lys dans la peinture.
- M. Meurgey de Turpigny parle de l'utilisation du lys en héraldique.
- Régine Pernoud évoque le lys dans l'architecture, particulièrement religieuse.
- Joëlle de Gravelaine explique l'utilisation du lys dans l'astrologie.
- Charles de Noailles, président des horticulteurs de France, parle du lys au point de vue de la botanique.
- Jean-François Chiappe évoque le lys dans l'Histoire de France.
- Robert Etcheverry, Jean-Marie Ferté et Françoise Petit lisent des poèmes sur le lys.

## Sources
- Télé 7 Jours, n°682 du 19 mai 1973